# Fountains Hall
Fountains Hall is een landhuis nabij Ripon in North Yorkshire, Engeland. Het is onderdeel van Studley Royal Park, een landschapspark dat ontwikkeld is rond de ruïnes van de cisterciënzerabdij Fountains Abbey. Samen met de abdij en het park behoort Fountains Hall sinds 1986 tot het werelderfgoed van de UNESCO.

## Geschiedenis
Het landhuis is gebouwd door Stephen Proctor tussen 1598 en 1604 die daarvoor onder andere stenen van de abdijruïne gebruikte. Het is een mooi voorbeeld van de renaissancearchitectuur uit de tijd van koningin Elizabeth I en is mogelijk beïnvloed door het werk van Robert Smythson.
Na de dood van Proctor kwam Fountains Hall in het bezit van de familie Messenger, die het 150 jaar later verkocht aan William Aislabie, de eigenaar van het aangrenzende landgoed Studley Royal. Omdat de Aislabies op Studley Royal bleven wonen werd Fountains Hall min of meer overbodig. Het werd aan verschillende mensen verhuurd en op een bepaald moment zelfs gebruikt voor de opslag van landbouwproducten. Tussen 1928 en 1931 werd het echter gerestaureerd en gemoderniseerd door de familie Vyner. De graaf en gravin van York (later Koning George VI en Koningin Elizabeth) verbleven er geregeld als gasten van Lady Doris Vyner, de echtgenote van de markies van Ripon en de zus van de toenmalige graaf van Richmond en Gordon.
Tijdens de Tweede Wereldoorlog werd Fountains Hall, net als andere gebouwen op het landgoed, gebruikt voor de opvang van evacués. Het Koningin Elizabeth Sanatorium werd gevestigd in het gebouw.
In de oorlog verloor de familie Vyner een zoon en een dochter. Charles, een piloot van de Royal Naval Reserve, verdween tijdens een actie boven zee bij Birma, terwijl zijn zus Elizabeth slachtoffer was van een bombardement door de Duitse luchtmacht. Een beeldhouwwerk dat aan hen herinnert is te zien wanneer men het huis verlaat via de stenen trappen.
Na de oorlog raakte Fountains Hall opnieuw flink in verval.

## Huidig gebruik
In 1983 kwam het landgoed in het bezit van de National Trust, die sindsdien het landhuis laat restaureren. Een gedeelte is in appartementen opgedeeld, waarvan er een voor vakanties verhuurd wordt. Voor bezoekers toegankelijk zijn de van eikenhouten panelen voorziene Stone Hall en de aansluitende tentoonstellingsruimte. Er zijn plannen om de kapel te restaureren. De eerste verdieping wordt gebruikt voor het sluiten van huwelijken. Het mooie balkon boven de hoofdingang kan niet gebruikt worden omdat de trap ernaartoe onveilig is.

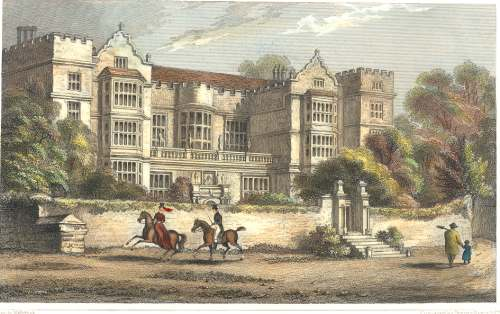
Fountains Hall in 1830
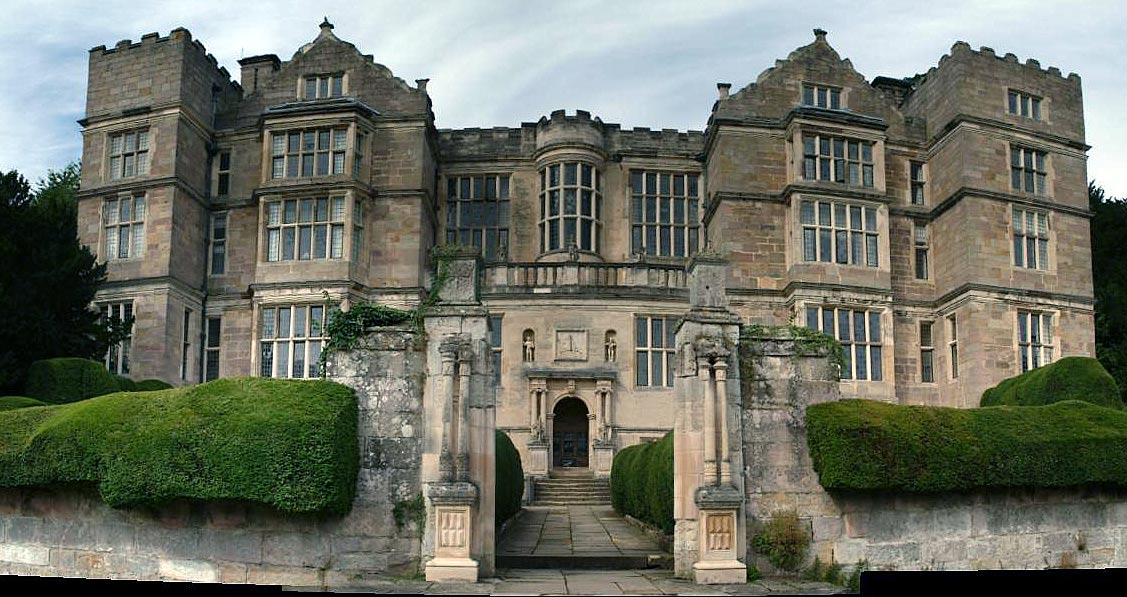
Fountains Hall in 2006
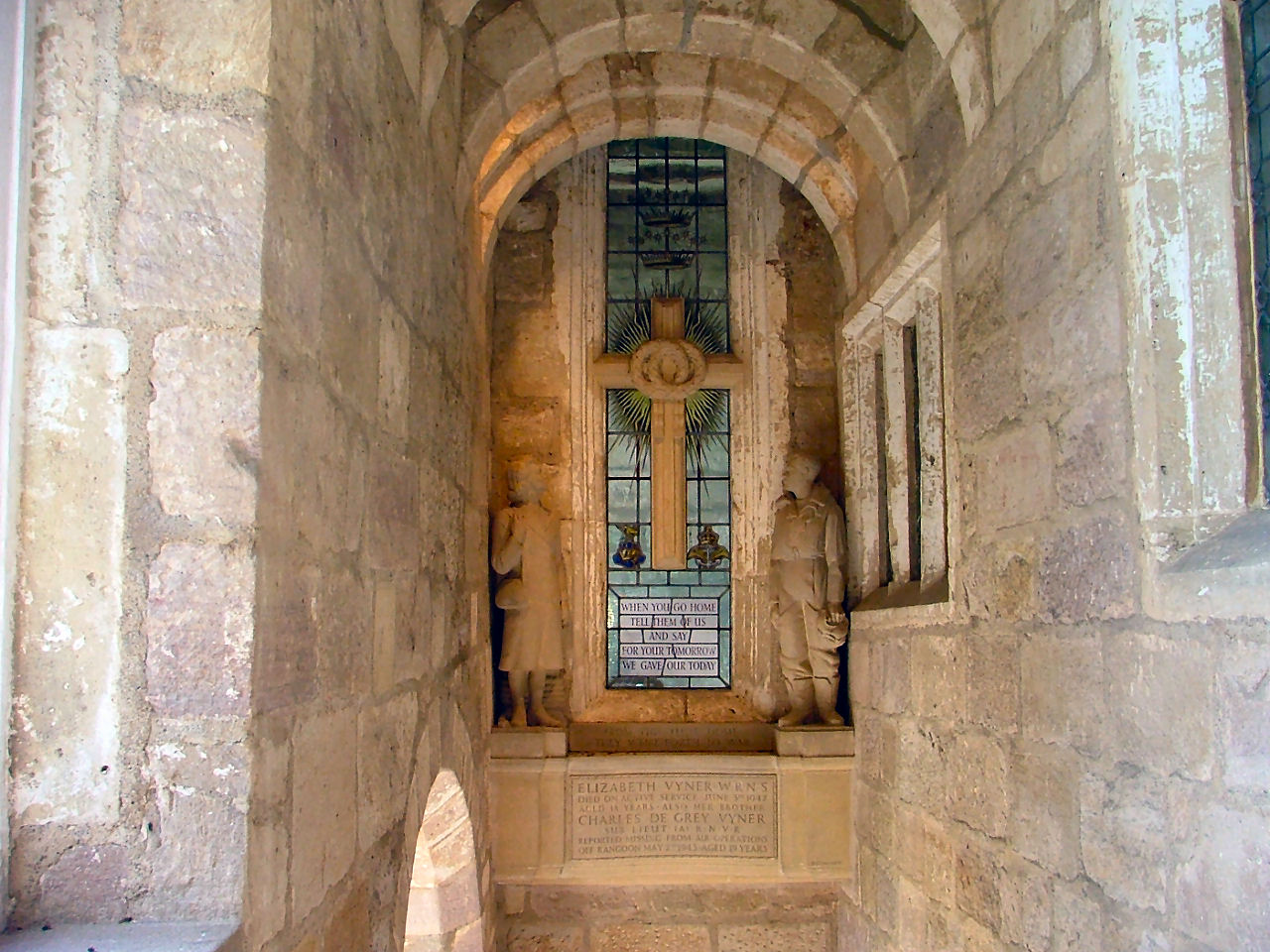
Vyner herinneringsraam in het trappenhuis